# Força H
A Força H, era uma formação naval britânica durante a Segunda Guerra Mundial. Foi formada em 1940 para substituir o poder naval francesa no Mediterrâneo Ocidental que havia sido removida pelo armistício francês com a Alemanha nazista.